# Восточно-Выборгские укрепления
Восточно-Выборгские укрепления — комплекс оборонительных сооружений к востоку от центральной части Выборга, расположенные на возвышенности «Батарейная гора». Фортификатор — Э. И. Тотлебен. Возведены в 1863—1870-х годах. С марта 2022 года — объект культурного наследия России регионального значения.

## Строительство
После Крымской войны крепостные сооружения вокруг городов стали строиться по-новому, с расчётом на круговую оборону — Выборг же в результате сноса устаревших сооружений Рогатой крепости остался незащищённым с востока. В апреле 1863 года военный министр Милютин подал императору Александру II докладную записку о необходимости устройства «заграждений в 12-ти верстах от города».
В июне 1863 года в письме генерал-инспектора по инженерной части Э. И. Тотлебена появилось упоминание о намеченном на 1864 год строительстве нового пояса укреплений вокруг Выборга. В июле в Выборг был командирован капитан Калугин «для съёмки позиции». В августе крепость посетил генерал-адъютант граф Лидерс, который составил для царя докладную записку о необходимых мерах по защите Выборга с суши.
По его проекту годом позже начались работы по возведению новых укреплений, получивших впоследствии название Восточно-выборгских. Проект предусматривал постройку перед Петербургским форштадтом четырёх отдельных редутов с погребами для боеприпасов, трех промежуточных батарей и передового сооружения в виде бастионного фронта.

## Описание

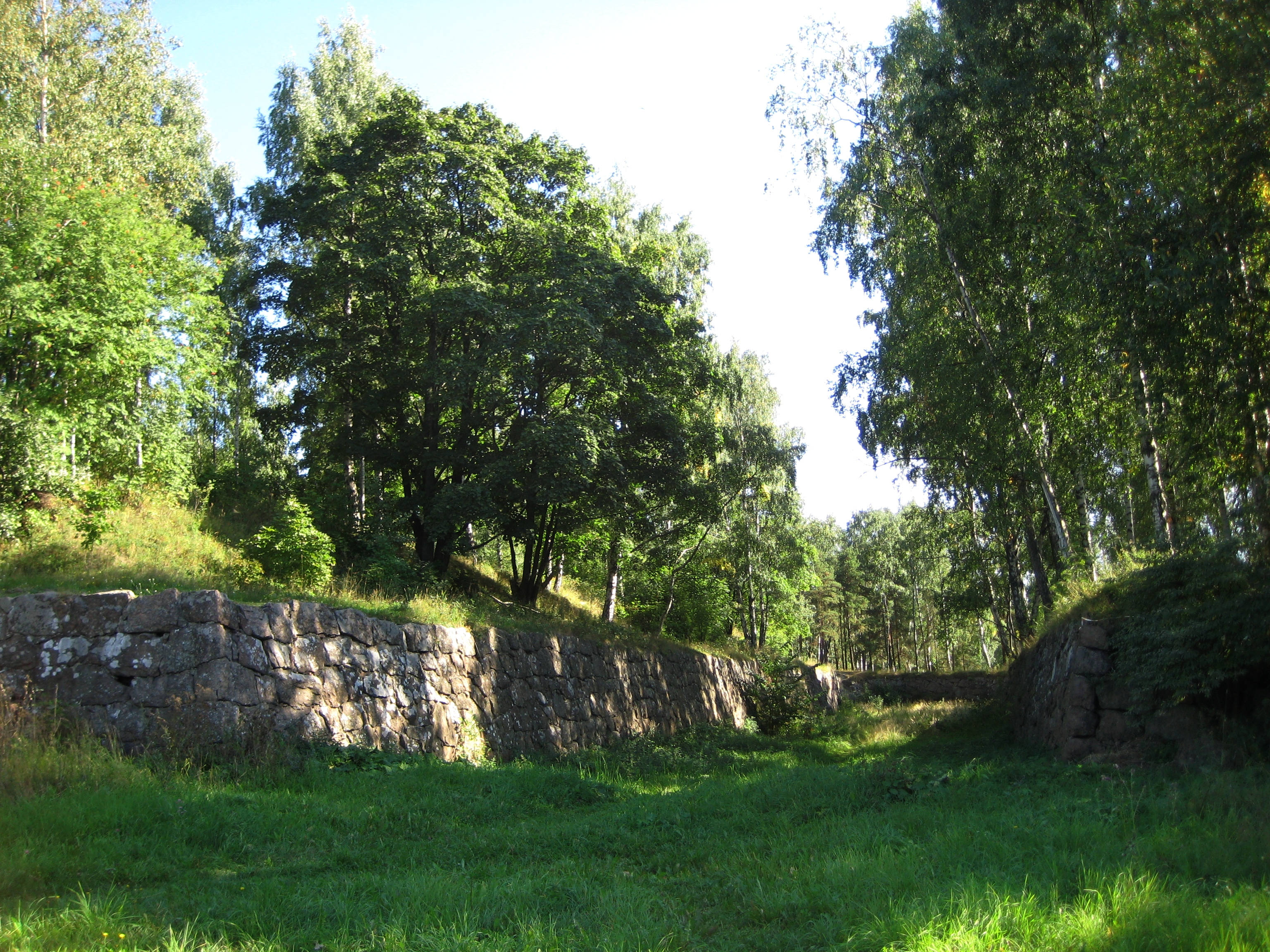
Рвы

Полоса укреплений протянулась от бухты Ховенлахти до бухты Папуланлахти (совр. название Радуга). Центральный участок с наибольшим числом сооружений (редут «В», батареи «б», «в», «г» и «д») разместили на холме Вартсманинвуори — возвышенности ок. 30 метров над уровнем моря, обильно усеянной гранитными валунами и поросшей смешанным лесом. После постройки Восточно-Выборгских укреплений холм получил название Батарейной горы.
1864 год — время основных работ по постройке Восточно-выборгских укреплений. Особую трудность представляло устройство рва перед куртиной передового укрепления. Оно осуществлялось лишь «способом взрывания скалы». И поныне на срезах гранитных массивов можно видеть частые скважины от бурения, куда закладывалась взрывчатка.
Куртина и две батареи передового бастионного фронта, а также все редуты, кроме левофлангового с дерновым эскарпом, имели каменные одежды. Брустверы всех четырёх редутов прорезали сортии. Перед рвом насыпали гласис. В непосредственной близости от установленных орудий в редутах и батареях построили ещё семь расходных пороховых погребов. Для сообщения между отдельными элементами крепости соорудили потерну — выложенный из кирпича подземный коридор, перекрытый сводом. Потерну в передовом укреплении и примыкающие к ней ходы строили уже в начале 1870-х годов. Со стороны города к сооружениям крепости проложили подъездные пути.
Кроме отмеченных четырёх редутов, трех батарей, пороховых погребов, сортий и потерны в число построек Восточно-выборгских укреплений входил ещё ряд зданий и сооружений: пять деревянных сараев для хранения боеприпасов, казарма в виде бревенчатого сруба, два запасных пороховых погреба, рассчитанных на большие запасы пороха, пять караульных домиков и пять каменных колодцев. В документах того времени отмечается высокое качество строительных работ. Своды потерны и пороховых погребов были оштукатурены и побелены, особой добротностью отличалась столярка: двери, окна, стеллажи.
Восточно-выборгские укрепления возводили более десяти лет; они обошлись государству в сумму, превышавшую миллион рублей. Руководил строительством начальник Выборгского крепостного инженерного управления подполковник Кисляков.

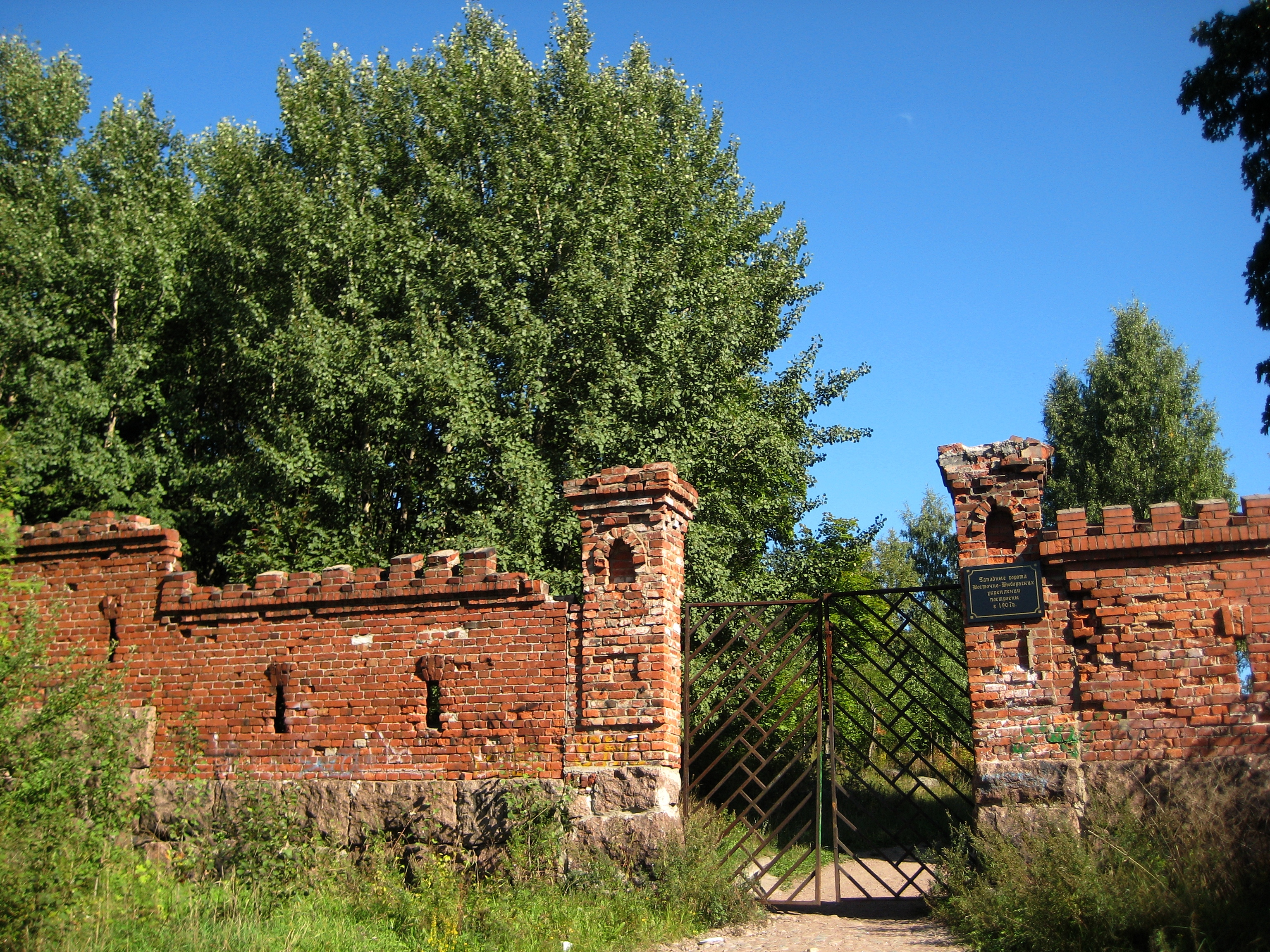
Зубчатая стена

К 1885 году на Восточно-Выборгских укреплениях было размещено 123 орудия:
- 69 пушек (12-, 9- и 4-фунтовых)
- 26 мортир (6-дм, 5- и 0,5-пудовых)
- 28 единорогов (0,5-пудовых)

К 1892 году количество орудий было доведено до 179:
- 100 нарезных пушек (12-, 9- и 4-фунтовых)
- 34 гладкоствольные пушки
- 16 гладкоствольных мортир
- 20 скорострельных пушек

В 1905 году со стороны города появилась декоративная зубчатая стена из красного кирпича с бастионами и прорезями в виде бойниц-машикулий. Возвели её, видимо, как ограду для военных складов, разместившихся позже в крепости, и как эффектную деталь городского пейзажа, а не как средство обороны при боевых действиях.

## Использование
В следующий раз о Восточно-Выборгских укреплениях вспомнили после Русско-японской войны, в 1906—1907 годах, когда на их базе было решено создать опорный пункт обороны и были построены кухня, жандармский домик, кирпичная стена с тремя воротами и гранитная стена с двумя воротами.
Однако к 1918 году Восточно-выборгские укрепления уже устарели морально, их передали городу и начали срывать. В 1920—1930 годах были срыты правофланговые укрепления, прилегающие к Выборгскому заливу (редут лит. А и батарея лит. а), левофланговые, прилегающие к железной дороге и бухте Папуланлахти (редут лит. Г). На месте срытой левофланговой артиллерийской батареи лит. д в 1930 году была построена водонапорная башня, а редут лит. Б на Интендантской горе в 1932 году был использован для возведения Летнего театра; после Великой Отечественной войны на Батарейной горе расположилась воинская часть, потом — гараж комбината бытового обслуживания.

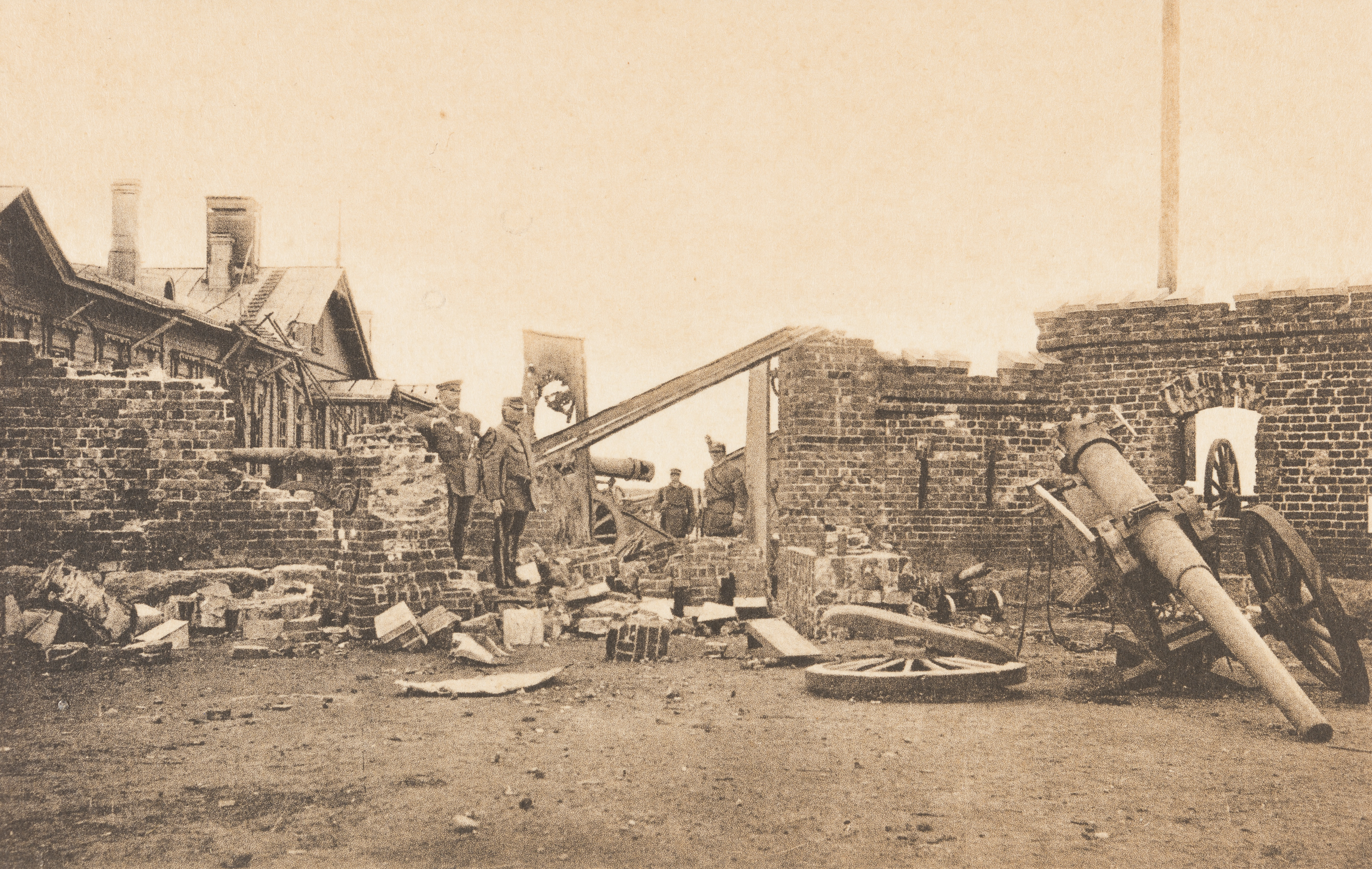
Разрушения гражданской войны

Наиболее важное историческое событие, связанное с Восточно-Выборгскими укреплениями — гражданская война в Финляндии. Когда Выборг — последний оплот рабочего правительства и Красной гвардии — оказался в окружении, контрреволюционеры, находившиеся в городе, напав на охрану, освободили пленных белогвардейцев, содержавшихся в замке. Вместе с ними они захватили Восточно-Выборгские укрепления. 25 апреля 1918 года красногвардейцы выбили оттуда белогвардейцев. Чтобы хранившиеся там боеприпасы, принадлежавшие бывшей царской армии, не достались врагу, их решили взорвать. Огромной силы взрыв потряс тогда Выборг и повлёк большие разрушения в крепости.
На Восточной позиции 28 февраля 1940 г. было остановлено наступление Красной Армии во время Зимней войны. Финны удерживали эту линию вплоть до заключения мира 13 марта.
В советское время Батарейная и Интендантская горы стали естественной границей между кварталами исторически сложившейся застройки Выборга и новыми микрорайонами, возведенными в 1960—1980-х годах на месте эспланады укреплений и юго-восточных районов города. На территории левого фланга Восточно-Выборгских укреплений (на Батарейной горе) расположился Центральный парк культуры и отдыха имени М. И. Калинина.